# Fábián Pál
Fábián Pál (Szombathely, 1922. december 21. – Budapest, 2008. szeptember 14.) magyar nyelvész, a nyelvtudományok MTA doktora, az Eötvös Loránd Tudományegyetem professor emeritusa. Kutatási területei a helyesírás, a nyelvművelés, a stilisztika és a szókészlettan voltak. A magyar nyelv helyesírásának kiemelkedő mentoraként működött, életelve: „Helyesen írni és jó magyarnak lenni: ugyanaz.”

## Életpályája
Fábián Gyula (1884–1955) és Biczó Ilona (1886–1970) középiskolai tanárok fiaként született. Testvérei Fábián Mária (1912–1980) festő és Fábián Gyula (1915–1985) zoológus, egyetemi tanár. Családtagjai: felesége született Péterfy Éva (1928–2020), gyermekei Zsuzsanna (1950), Katalin (1951-1958) és György (1953). Felsőfokú tanulmányokat a budapesti Pázmány Péter Tudományegyetemen folytatott és az Eötvös Collegiumba is felvételt nyert. 1947-ben kapta kézhez magyar-olasz szakos középiskolai tanári diplomáját. Ezután 1950-ig Pécsett tanított középiskolai tanári beosztásban, majd a Budapesti Pedagógiai Főiskolára került. Ott a Magyar Nyelvészeti Tanszéket vezette 1955-ig, majd haláláig az ELTE Bölcsészettudományi Kar Magyar Nyelvtudományi Tanszékén oktatott adjunktusi, docensi, egyetemi tanári (1977–1996), tanszékvezető egyetemi tanári (1984–1988), ismét egyetemi tanári, majd professor emeritus (1996–2008) beosztásban. 1964 és 1969 közt a Padovai Egyetemen vendégtanárként oktatott, Bolognában pedig lektor volt. 1969–1971 közt másodállásban a Művelődésügyi Minisztérium Tudományegyetemi Osztályán főelőadói beosztásban működött.
Sírja a Fiumei úti sírkertben található (43-1-14).

## Munkássága
Bölcsészdoktori disszertációját 1948-ban, kandidátusi disszertációját 1962-ben, MTA doktoriját 1989-ben védte meg mindig a magyar nyelvtudomány területén. A magyar nyelv helyesírási, stilisztikai és egyes szókészlettani (például a reformkor gazdaságának szókészlete, stb.) kérdéseire való rálátása egyedülállóvá tette őt a szakmában, ehhez járult kiváló kutatási- és oktatásszervezési tevékenysége és emberséges egyénisége. Soha nem egymaga akart eldönteni vitás kérdéseket, hanem együtt a többi szakértővel, képes volt hetenként egybehívni a szakértőket helyesírási, stilisztikai kérdések megválaszolása, megoldása céljából. A Magyar Tudományos Akadémia helyesírási szabályzatait szerkesztette (1954, 1984), amelyek nagy segítségére voltak a tudományos műhelyek, a hivatalok, az iskolák, az újságírás, a nyomdászat stb. számára. Külön kutatás tárgyát képezte nála az egyes szakmák szókincse, s azok szavainak helyesírása, továbbá az idegen szavak és kifejezések használata a magyar nyelvben, azok kiejtése és helyesírása.
Számos tudományos tisztséget töltött be, s mindegyikben érdemben működött a magyar nyelvhelyesség megőrzéséért és megjobbításáért. A 20. század második felében a magyar nyelvészeti tudományos- és közélet egyik kiemelkedő alakja.

## Munkái (válogatás)
- A magyar stilisztika vázlata. Szathmári Istvánnal, Terestyéni Ferenccel. Budapest, 1958
- A földrajzi nevek és megjelölések írásának szabályai. Földi Ervinnel, ifj. Hőnyi Edével. Budapest, 1965
- A magyar helyesírás rendszere. Deme Lászlóval, Bencédy Józseffel. Budapest, 1966
- Az akadémiai helyesírás előzményei. Budapest, 1967
- Manuale della lingua ungherese. Budapest, 1971
- Nyelvművelés. Lőrincze Lajossal. Budapest, 1980
- Kémiai helyesírási szótár. Fodorné Csányi Piroskával, Hőnyi Edével. Budapest, 1982
- Nyelvművelésünk évszázadai. Budapest, 1984
- Helyesírási kéziszótár. Budapest, 1988 (társszerkesztő)
- Orvosi helyesírási szótár. Budapest, 1992 (társszerkesztő)
- A körzeti stúdiókról. A Magyar Rádió Nyelvi Bizottságának elemzései, 1993-1994; összeáll. Fábián Pál; Magyar Rádió Nyelvi Bizottsága, Budapest, 1994
- Kedves Hallgatóim! Válogatás a Magyar Rádió Édes anyanyelvünk című műsorából. Balázs Gézával, Bencédy Jószeffel, Deme Lászlóval, Grétsy Lászlóval, Szathmári Istvánnal; TINTA Könyvkiadó, Budapest, 2003

## Tudományos tisztségei (válogatás)
- MTA Helyesírási Bizottsága (tag 1951–; titkár 1954–; társelnök 1980–)
- Nyelvművelő Bizottság (tag, 1952–1997)
- Magyar Nyelvi Bizottság (elnöke, 1997–1999)
- Magyar Nyelvőr (szerkesztőbizottsági elnök, 1993–2008)
- Édes anyanyelvünk (szerkesztőbizottsági tag)

## Társasági tagságai (válogatás)
- Magyar Nyelvtudományi Társaság (választmányi tag, 1952–)
- Magyar Nyelvészeti Szakosztály (elnök)
- A TIT-ben is sok és eredményes munkát végzett a magyar nyelv ügyében.

## Díjai, elismerései (válogatás)
- A Magyar Népköztársasági Érdemérem arany fokozata (1951)
- A TIT Elnökségének Köszönő és Elismerő Oklevele (1961, 1983); a TIT Aranykoszorús Jelvénye (1978); a TIT Tiszteletbeli Tagja kitüntető cím (1986)
- A Felvételi Előkészítő Bizottság (FEB) vezetéséért miniszteri dicséret (1978, 1983)
- A Kazinczy Alapítványtól elismerés (1961, 1977)
- A Munka Érdemrend ezüst fokozata (1973)
- Kiváló Munkáért (1982)
- A Magyar Népköztársaság Csillagrendje (1986)
- Eötvös Loránd-emlékérem (1990)
- Déry Tibor-jutalom (1990)
- Kosztolányi-díj (1994)
- Lőrincze Lajos-díj (1996)
- ELTE-aranydiploma (1997)
- Révai Miklós-díj (1999)